# Jellyfish no Kokuhaku
«Jellyfish no Kokuhaku» (ジェリーフィッシュ の 告白?) es el décimo sencillo de la cantante y seiyū japonesa Megumi Nakajima, y el tercero que no es representado por un personaje de anime lanzado al mercado el día 9 de diciembre del año 2009.

## Detalles
Este sencillo presenta las canciones Jellyfish no Kokuhaku, usada como canción de cierre en la serie Kobato y la canción Hi no Ataru Heya de Megumi.
La canción Jellyfish no Kokuhaku fue incluida en el álbum  I love you lanzado el 2010.
Lista de canciones (VTCL-35100)

| N.º   | Título                                              | Letras       | Música       | Arreglos     | Duración |  |
| 1.    | «Jellyfish no Kokuhaku (ジェリーフィッシュの告白?)» | Yuho Iwasato | Dan Miyakawa | Dan Miyakawa | 4:13     |  |
| 2.    | «Hi no Ataru Heya (陽のあたるへや?)»                | Dan Miyakawa | Dan Miyakawa | Dan Miyakawa | 4:57     |  |
| 3.    | «Jellyfish no Kokuhaku (w/o megumi)»                |              | Dan Miyakawa | Dan Miyakawa | 4:13     |  |
| 4.    | «Hi no Ataru Heya (w/o megumi)»                     |              | Dan Miyakawa | Dan Miyakawa | 4:53     |  |
| 18:16 |                                                     |              |              |              |          |  |